# Yamam
A Yamam (em hebraico:  ימ"מ), é abreviação de Unidade Especial de Polícia (יחידת משטרה מיוחדת, Yeḥidat Mishtara Meyuḥedet), unidade de elite do combate ao terrorismo da Guarda de Fronteira Israelense (Magav). A Yamam é respeitada mundialmente por ser altamente profissional e apresentar um largo histórico de sucesso operacional. É uma força paramilitar especializada em operações de resgate de réfem, e, ofensivas contra alvos em áreas civis. Sua ação militar é parecida com a SWAT mas age também em ações infiltradas.
A Yamam responde ao Comando da Guarda de Fronteira e pertence ao braço civil das forças de segurança de Israel. Mesmo assim, todos seus oficiais são militares com experiência nas Forças de Defesa de Israel, e todos seus membros foram operadores das forças especiais israelenses.
Os soldados da Yamam treinam em todas as áreas militares, de forma que o grupo nunca fique deficiente numa determinada diligência. Eles tem que ser peritos em tiro de precisão, combate em ambientes confinados, missões de reconhecimento urbano e de campo militar, desprogramação de bombas etc. Além de treinar rapel, salto com queda livre militar e mergulho autônomo.
Em Israel, a Yamam também é conhecida como a "Unidade pra Guerra Antiterrorista" (em hebraico:  היחידה ללוחמה בטרור).

## Artes marciais
A Yamam desenvolveu as técnicas de CQB que ficaram mundialmente populares, chamada de Kapap. Atualmente o GSG 9, o BOPE e o GIGN utilizam essas técnicas em seu treinamento.

## Estrutura

### Responsabilidades
A unidade é principalmente responsável pelo resgate de reféns nas fronteiras de Israel, mas por volta da década de 1990 também foi usada para tarefas como prender suspeitos da polícia que se esconderam em estruturas e requerem métodos especializados de extração, bem como segurança pessoal para VIPs e em operações contra-terroristas na Cisjordânia e Gaza. Os membros da Yamam são escolarizados no árabe básico e vestem-se similares à população em geral para evitar a detecção, a fim de realizar incursões para prender com sucesso os suspeitos de atividades terroristas em Israel.
Entretanto, a maioria da atividade da Yamam é confidencial, e suas operações publicadas são muitas vezes creditadas a outras unidades.

### Organização
A Yamam tem cerca de 200 oficiais, e consiste de um de quartel general, uma seção de inteligência e um pequeno time responsável pelo desenvolvimento de novas técnicas operacionais e testar novos equipamentos.
Ao lado desses elementos centrais, a unidade é dividida em um número de seções, cada uma consistindo em cinco equipes, em que cada contém operadores com uma especialização em particular, de modo que a seção inclua em seus números todos os elementos necessários para uma missão bem-sucedida: equipe da cavalaria, equipe de invasão, equipe médica, equipe sniper, equipe de ação com cães e equipe EOD (demolição e eliminação de bomba).
Assim, enquanto uma operação das Forças de Defesa de Israel precisa reunir elementos de diferentes unidades especializadas, na Yamam, todos eles são permanente parte da mesma unidade, vivendo, treinando e operando juntos.

### Recrutamento e treinamento
Para ingressar na Yamam, os candidatos devem ter entre 22 e 30 anos de idade e ter concluído seu serviço de infantaria de três anos no IDF com um nível 8 ou superior de formação, embora nenhuma experiência policial passada seja necessária. Ao contrário das equipes da SWAT americana, a Yamam é uma unidade profissional com apenas tarefas de combate e nenhum outro tipo de trabalho policial.
O processo de seleção inclui uma "semana infernal" que é dita ser uma das mais difíceis do mundo. Este nível de dificuldade é conseguido porque todos os candidatos já são soldados de combate competentes, muitos tendo servido nas unidades das forças especiais de elite e também durante o serviço militar obrigatório. As habilidades que eles procuram em todos os candidatos são: inteligência, aptidão física, motivação, lealdade, responsabilidade, estabilidade, julgamento, decisão, trabalho em equipe, influência e comunicação.
O treinamento dura seis meses e é realizado no próprio centro de treino da unidade, embora alguns casos sejam feitos na IDF Counter Terror Warfare School. O curso é dividido em um período de treinamento contra-terrorista geral de três meses, no final do qual recrutas são selecionados para sua especialização e então concentra os quatro meses restantes nela. Após a formatura, os indivíduos são designados para preencherem lacunas nas seções.
A Yamam considera ter várias vantagens sobre outras unidades contra-terroristas da IDF: em primeiro lugar, porque os homens são mais experientes, com a maioria entre seus 30 e 40 anos e tendo passado mais tempo na unidade do que unidades militares equivalentes, e em segundo lugar, porque as unidades contêm uma gama muito mais ampla de idades e experiências entre agentes.
A Yamam é independente, treinando seus operadores em todos os campos, como sniper, reconhecimento, operação com cães e eliminação de bombas. Como resultado, a Yamam tem um rápido tempo de preparação e alta coordenação entre os vários esquadrões.

## Armamento
| Fabricante    | Classificação       | Modelo         | Calibre         |
| Áustria Glock | Pistola             | 17             | 9×19mm NATO     |
| Áustria Glock | Pistola             | 19             | 9×19mm NATO     |
| Áustria Glock | Pistola             | 26             | 9×19mm NATO     |
| Uzi           | Submetralhadora     | Para-micro-uzi | 9×19mm NATO     |
| FN            | Submetralhadora     | P90            | 5.7×28mm NATO   |
| Colt          | Fuzil de assalto    | M4 Commando    | 5.56×45mm NATO  |
| Colt          | Fuzil de assalto    | CAR-15         | 5.56×45mm NATO  |
| Remington     | Escopeta            | 870            | .12             |
| Benelli       | Escopeta            | M4             | .12             |
| KAC           | Fuzil de precisão   | SR-25          | 7.62×51mm NATO  |
| PGM           | Fuzil de precisão   | Ultima Ratio   | 7.62×51mm NATO  |
| Barrett       | Fuzil de precisão   | MRAD           | .308 Winchester |
| Barrett       | Fuzil anti-material | M82            | 12.7×108mm NATO |